# العلاقات الدومينيكية الهندوراسية
العلاقات الدومينيكية الهندوراسية هي العلاقات الثنائية التي تجمع بين دومينيكا وهندوراس.

## مقارنة بين البلدين
هذه مقارنة عامة ومرجعية للدولتين:
| وجه المقارنة                                              | دومينيكا              | هندوراس          |
| --------------------------------------------------------- | --------------------- | ---------------- |
| المساحة (كم2)                                             | 751                   | 112.49 ألف       |
| عدد السكان (نسمة)                                         | 73.92 ألف             | 9.27 مليون       |
| الكثافة السكانية (ن./كم²)                                 | 9.84 ألف              | 82.41            |
| العاصمة                                                   | روسو                  | تيغوسيغالبا      |
| اللغة الرسمية                                             | لغة إنجليزية          | اللغة الإسبانية  |
| العملة                                                    | دولار شرق الكاريبي    | لمبيرة هندوراسية |
| الناتج المحلي الإجمالي (بليون دولار)                      | 562.54 مليون          | 22.98 مليار      |
| الناتج المحلي الإجمالي (تعادل القوة الشرائية) بليون دولار | 789.63 مليون          | 41.14 مليار      |
| الناتج المحلي الإجمالي الاسمي للفرد دولار أمريكي          | 7.12 ألف              | 2.53 ألف         |
| الناتج المحلي الإجمالي للفرد دولار أمريكي                 | 10.88 ألف             | 4.91 ألف         |
| مؤشر التنمية البشرية                                      | 0.724                 | 0.606            |
| رمز المكالمات الدولي                                      | +1767                 | +504             |
| رمز الإنترنت                                              | .dm                   | .hn              |
| المنطقة الزمنية                                           | 00، توقيت أطلنطي موحد | 00               |

## منظمات دولية مشتركة
يشترك البلدان في عضوية مجموعة من المنظمات الدولية، منها:
| علم المنظمة | اسم المنظمة                                                          | تاريخ انضمام دومينيكا | تاريخ انضمام هندوراس |
| ----------- | -------------------------------------------------------------------- | --------------------- | -------------------- |
|             | مؤسسة التنمية الدولية                                                | 29 سبتمبر 1980        | 23 ديسمبر 1960       |
|             | يونسكو                                                               | 9 يناير 1979          | 16 ديسمبر 1947       |
|             | وكالة ضمان الاستثمار متعدد الأطراف                                   | 7 أكتوبر 1991         | 30 يونيو 1992        |
|             | الأمم المتحدة                                                        | 18 ديسمبر 1978        | 17 ديسمبر 1945       |
|             | وكالة حظر الأسلحة النووية في أمريكا اللاتينية ومنطقة البحر الكاريبي ‏ | ?                     | ?                    |
|             | الاتحاد البريدي العالمي                                              | ?                     | ?                    |
|             | البنك الدولي للإنشاء والتعمير                                        | 29 سبتمبر 1980        | 27 ديسمبر 1945       |
|             | الاتحاد الدولي للاتصالات                                             | 28 أكتوبر 1996        | 27 أكتوبر 1925       |
|             | منظمة حظر الأسلحة الكيميائية                                         | ?                     | ?                    |
|             | مؤسسة التمويل الدولية                                                | 29 سبتمبر 1980        | 20 يوليو 1956        |
|             | منظمة التجارة العالمية                                               | ?                     | ?                    |
|             | منظمة الشرطة الجنائية الدولية                                        | ?                     | ?                    |

## وصلات خارجية
- موقع وزارة الخارجية الهندوراسية